# Route nationale 25
La route nationale 25 (RN 25 o N 25) è una strada nazionale lunga 77 km che parte da Amiens e termina ad Arras. In origine collegava Le Havre a Lilla ed era perciò la prima strada nazionale trasversale (le prime 24 erano radiali), ma negli anni settanta fu in parte declassata ed in parte sostituita dalla N17.

## Percorso
La N25 oggi comincia ad Amiens, procede verso nord fino a Doullens, da dove continua in direzione nord-est per terminare ad Arras.
Il percorso precedente, molto più lungo dell’attuale, da Le Havre seguiva approssimativamente la costa della Manica servendo Goderville, Fécamp, Saint-Valery-en-Caux, Dieppe ed Eu. Continuava verso est attraversando Abbeville (dove passava anche la N1) e giungendo poi a Doullens.
Fino a Doullens è oggi conosciuta col nome di D925, mentre il tratto seguente fino ad Arras, come detto, è ancora compreso nella N25. Proseguiva allora verso settentrione: la strada, che collegava Arras a Lens e Carvin, adesso appartiene alla N17, da Carvin a Seclin è stata declassata a D925 e nel tratto finale fino a Lilla a D549.